# نشأت (اسم)
نشأت هو اسم علم مذكر من أصل عربي، ومعناه هو نشأة نشوء وتربية.

## شخصيات تحمل الاسم
- نشأت أكرم (لاعب كرة قدم عراقي، 12 سبتمبر 1984[3] – )
- نشأت بن زكي شحادة

## وصلات خارجية
- موسوعة السلطان قابوس لأسماء العرب